# Haeterius brunnipennis
Haeterius brunnipennis är en skalbaggsart som först beskrevs av Randall 1838.  Haeterius brunnipennis ingår i släktet Haeterius och familjen stumpbaggar. Inga underarter finns listade i Catalogue of Life.